# Bardello
Bardello ist eine Fraktion der italienischen Gemeinde (comune) Bardello con Malgesso e Bregano in der Provinz Varese, Region Lombardei.

## Geographie
Die Ortschaft liegt etwa 14 Kilometer westnordwestlich von Varese am Lago di Varese, in den hier der gleichnamige Fluss mündet. 

## Geschichte
Bardello, das zur Pieve von Brebbia gehörte, wurde in den Statuten der Straßen und Gewässer des Contado di Milano als eine der Gemeinden erwähnt, die zur Instandhaltung der Rho-Straße beitrugen (1346). In den Registern des Estimo (Grundbuch) des Herzogtums Mailand von 1558 und den nachfolgenden Aktualisierungen im 17. Jahrhundert war Bardello noch in derselben Pieve enthalten.
Im Jahr 1751 wurde die Gemeinde an den Grafen Giulio Visconti Borromeo Arese belehnt, der dafür 44 Lire pro Jahr an Lehnsabgaben erhielt.
Der zuständige Richter war der feudale Podestà Carlo Bartolomeo Porta, der in Gavirate residierte und ein Jahresgehalt von 8 Lire und 8 Soldi erhielt. Die Gemeinde hatte weder einen allgemeinen noch einen besonderen Rat, denn es gab keinen anderen Beamten als den Regenten, den Kanzler und den Konsul, die auf der Strafbank des Vikariats von Seprio in Gallarate einen Eid ablegten. Bei Zahlungen oder besonders wichtigen Angelegenheiten benachrichtigte der Konsul zuvor die Familienoberhäupter und rief sie zusammen mit den Gutachtern auf den öffentlichen Platz, um zu entscheiden, was für die Gemeinschaft am günstigsten war. Auf Wunsch der Betroffenen wurden die Umlagen auch auf dem Platz verlesen. Der Kanzler wohnte in Cocquio, drei Meilen von Bardello entfernt, und erhielt 36 Lire im Jahr.
Im Februar 2022 stimmten 66,52 % der Bürger von Bardello in einem Referendum für einen Zusammenschluss der Gemeinde mit den Nachbargemeinden Bregano und Malgesso. Im Oktober 2022 stimmte der Regionalrat der Fusion zu und am 1. Januar 2023 entstand die neue Gemeinde Bardello con Malgesso e Bregano. Die Gemeinde Bardello gehörte zur Comunità montana Valli del Verbano und besaß  eine Fläche von 2,32 km². Zu Bardello gehörten die Fraktionen Le Casacce und Longaccio. Nachbargemeinden waren Besozzo, Biandronno, Bregano, Gavirate und Malgesso.

## Bevölkerung
| Bevölkerungsentwicklung | Bevölkerungsentwicklung | Bevölkerungsentwicklung | Bevölkerungsentwicklung | Bevölkerungsentwicklung | Bevölkerungsentwicklung | Bevölkerungsentwicklung | Bevölkerungsentwicklung | Bevölkerungsentwicklung | Bevölkerungsentwicklung | Bevölkerungsentwicklung | Bevölkerungsentwicklung | Bevölkerungsentwicklung | Bevölkerungsentwicklung | Bevölkerungsentwicklung |
| ----------------------- | ----------------------- | ----------------------- | ----------------------- | ----------------------- | ----------------------- | ----------------------- | ----------------------- | ----------------------- | ----------------------- | ----------------------- | ----------------------- | ----------------------- | ----------------------- | ----------------------- |
| Jahr                    | 1751                    | 1805                    | 1809                    | 1853                    | 1871                    | 1881                    | 1901                    | 1921                    | 1951                    | 1971                    | 1991                    | 2001                    | 2011                    | 2021                    |
| Einwohner               | 277                     | 391                     | *2346                   | 637                     | 710                     | 833                     | 873                     | 787                     | 723                     | 1194                    | 1280                    | 1218                    | 1550                    | 1581                    |

- 1809 Fusion mit Biandronno, Brebbia, Bregano, Malgesso und Olginasio

## Sehenswürdigkeiten
- Pfarrkirche Santo Stefano protomartire. Der erste Bau der Stephanskirche stammt aus dem 13. Jahrhundert, von dem nur noch der alte Glockenturm erhalten ist, der heute vollständig verputzt ist. Im 16. Jahrhundert wurde die Kirche umgebaut und vergrößert und um das Taufbecken erweitert. Die helle Fassade ist giebelständig und hat vier Pilaster, die sich in der Länge abwechseln. Über dem Hauptportal befindet sich ein ovales Buntglasfenster. Sie enthält reiche Barockfresken und einen Marmoraltar, der von Künstlern aus Viggiù angefertigt wurde. Bei den jüngsten Restaurierungsarbeiten wurden Fresken aus der Renaissance entdeckt, darunter eine Madonna mit Kind, umgeben von Engeln, und die Figur einer Heiligen mit rotem Haar und einer weißen Rose in der Hand. Das Fresko, das sich zwischen zwei Pilastern an der Seite des Hochaltars befindet, stellt vermutlich Maria Magdalena oder die Heilige Rosalie dar. Auch in der Taufkapelle sind antike Fresken aufgetaucht.